# جارهد ۳: محاصره
جارهد ۳: محاصره (به انگلیسی: Jarhead 3: The Siege) فیلمی در ژانر جنگی است که در سال ۲۰۱۶ منتشر شد. از بازیگران آن می‌توان به اسکات ادکینز اشاره کرد.

## خلاصه داستان
یک گروه از تفنگداران دریایی باید از یک سفارت ایالات متحده در خاورمیانه که زیر حملات دشمن قرار گرفته، محافظت کنند.تفنگداران امریکایی ایا موفق میشوند